# Левченко, Дорофей Тимофеевич
Дорофей Тимофеевич Левченко (1911—1941) — капитан Рабоче-крестьянской Красной Армии, участник боёв на озере Хасан и Великой Отечественной войны, Герой Советского Союза (1938).

## Биография
Дорофей Левченко родился 25 октября 1911 года в деревне Посуховка (ныне — Уманский район Черкасской области Украины). После окончания неполной средней школы работал пастухом. С 1928 года жил на Дальнем Востоке, где окончил школу фабрично-заводского ученичества и работал слесарем на железной дороге в Улан-Удэ.
В 1931 году Левченко был призван на службу в Рабоче-крестьянскую Красную Армию, во время прохождения военной службы досрочно закончил сначала полковую школу, а затем пехотные курсы в Иркутске. В дальнейшем, он поступил в Омскую объединённую военную школу им. М. В. Фрунзе, которую окончил в 1935 году по первому разряду.
Участвовал в боях на озере Хасан, будучи командиром 2-й роты 119-го стрелкового полка 40-й стрелковой дивизии 39-го стрелкового корпуса 1-й Приморской армии Дальневосточного фронта.
После того, как 29 июля 1938 года японская рота атаковала советский пограничный наряд на сопке Безымянная, рота старшего лейтенанта Д. Т. Левченко первой пришла на помощь пограничникам и вместе с ними штурмом взяла сопку Безымянную, после чего окопалась на ней и отражала японские контратаки. В тех боях Левченко несколько раз был ранен, но продолжал сражаться, три раза поднимал роту в контратаки. В одной из контратак, оказавшись в окружении семи вражеских солдат, Левченко в рукопашной схватке уничтожил их всех.
Указом Президиума Верховного Совета СССР от 25 октября 1938 года за «героизм и мужество, проявленные в боях с японскими милитаристами» старший лейтенант Дорофей Левченко был удостоен высокого звания Героя Советского Союза с вручением ордена Ленина и медали «Золотая Звезда» за номером 90.
С октября 1939 года Левченко учился в Военной академии имени Фрунзе. Незадолго до начала Великой Отечественной войны он был направлен на стажировку в должности командира стрелкового полка. В августе 1941 года, выводя этот полк из окружения, Левченко погиб в бою на территории Могилёвской области Белорусской ССР. Похоронен на Холме Славы в деревне Свислочь Осиповичского района.
Навечно зачислен в списки личного состава воинской части, а также в списки 1-й роты курсантов Омского высшего общевойскового командного училища имени М. В. Фрунзе. В его честь названа улица и установлен обелиск в Свислочи.